# Alessandria
Alessandriaⓘ (piem. Lissandria) – miasto i gmina we Włoszech, w regionie Piemont, w prowincji Alessandria. Miasto leży nad rzeką Tanaro, ok. 90 km na południowy wschód od Turynu. Alessandria jest ważnym węzłem kolejowym, ze stacją Alessandria.

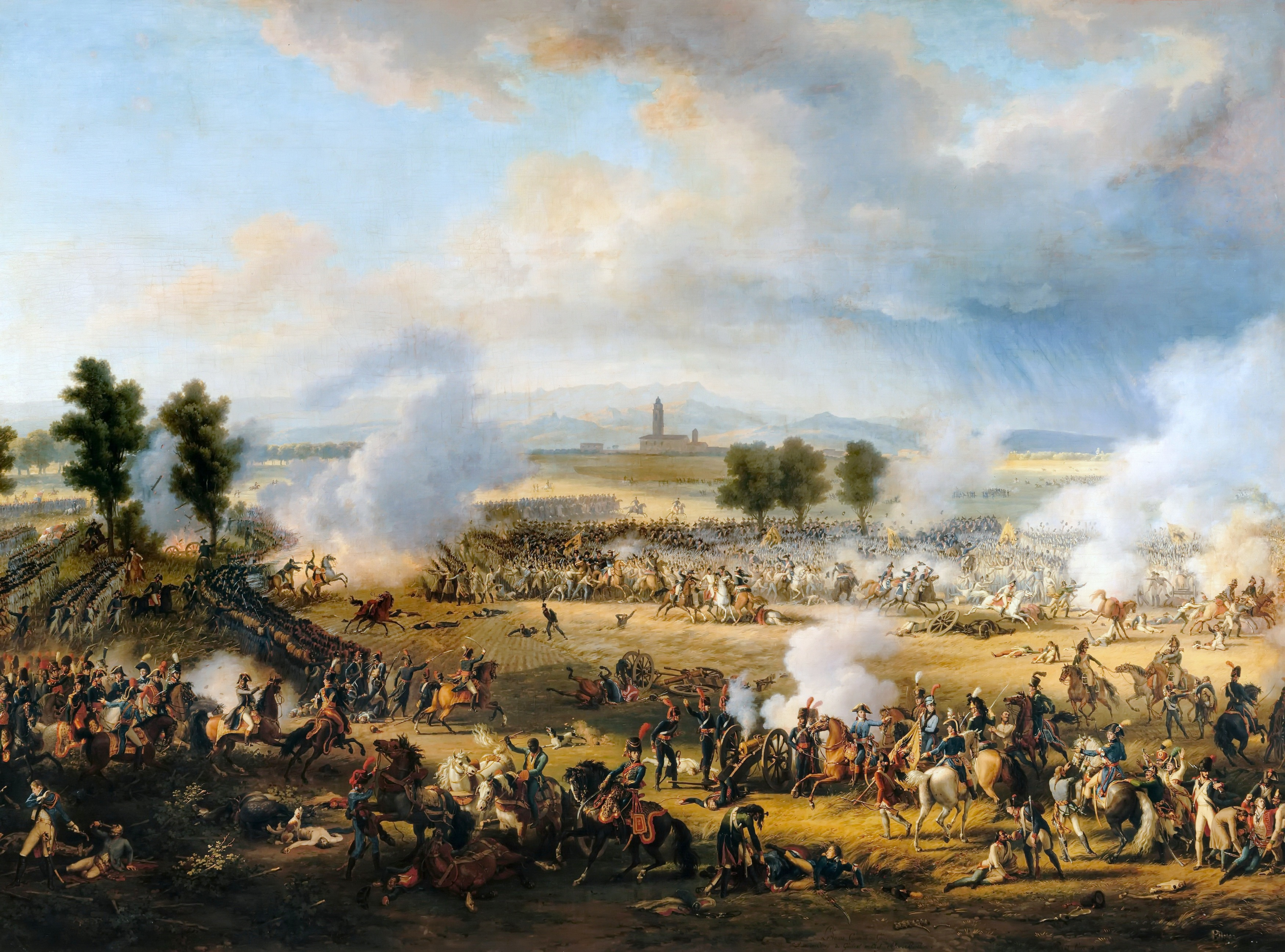
Bitwa pod Marengo, mal. L.F. Lejeune

Według danych na styczeń 2010 gminę zamieszkiwało 94 191 osób przy gęstości zaludnienia 461,8 os./1 km².

## Historia
Zamek Alessandria został wzniesiony w 1168 na miejscu poprzednio istniejącej osady, jako warownia Ligi Lombardzkiej, broniącej tradycyjnych wartości republik miejskich północnych Włoch przed zakusami Cesarstwa Fryderyka Barbarossy. Alessandria stanęła na terytorium Monferrato, wiernego sprzymierzeńca cesarza, nazwę zaś przyjęła od imienia cesarskiego przeciwnika, papieża Aleksandra III. Na przełomie lat 1174/1175 została poddana surowemu egzaminowi przez wojska Fryderyka, ale przetrzymała oblężenie w dobrej formie. Legenda mówi, że Alessandrię ocalił wówczas bystry wieśniak, Gagliaudo: nakarmił swą krowę resztkami zboża znajdującymi się w oblężonym mieście, po czym wyprowadził ją za mury, gdzie zaraz został schwytany przez cesarskich. Krowa została zabita, ale gdy podczas patroszenia otwarto jej żołądek i zobaczono jego zawartość, Gagliaudo został zapytany dlaczego karmił krowę drogocennym zbożem. Wieśniak odpowiedział, że był do tego zmuszony, bo w mieście ziarna jest tyle, że magazyny pękają w szwach. Cesarz, gdy mu o tym doniesiono, nie chcąc ryzykować zbyt długiego oblężenia, nakazał odwrót spod murów Alessandrii (rzeczywistym powodem odstąpienia była przypuszczalnie malaria). Posąg Gagliaudo znajduje się koło katedry. Alessandria miała uzyskać w 1198 status wolnej gminy, ale stało się to zarzewiem regionalnego konfliktu z sąsiednimi gminami, szczególnie z Asti.
W 1348 Alessandria przeszła w ręce Viscontich, a następnie Sforzów, dzieląc losy Mediolanu do 1707, kiedy to odstąpiona została dynastii sabaudzkiej stając się częścią Piemontu.
Za męstwo wykazane w czerwcu 1799 w okolicach Alessandrii w starciu armii rosyjskiej pod wodzą feldmarszałka Suworowa z Francuzami młody książę Franciszek Ksawery Drucki Lubecki został mianowany kawalerem Orderu Świętej Anny 3 klasy. Po wygranej w 1800 przez Napoleona bitwie pod Marengo, została włączona w granice Francji jako stolica departamentu. W tym okresie, na północ od miasta wzniesiono spory fort z imponującymi budynkami koszarowymi, które dotychczas (2006) wykorzystywane są przez siły zbrojne. Pozostałości drugiego fortu, na południe od miasta, przecięła w XX wieku nitka autostrady. Po 1814 Alessandria stała się ponownie terytorium Sabaudii jako część Królestwa Sardynii.
Podczas Risorgimento Alessandria stanowiła centrum działania liberałów. Alessandria była pierwszą ze stolic włoskich prowincji zarządzanych przez socjalistów: zegarmistrz Paolo Sacco został wybrany na burmistrza miasta (sindaco) 25 lipca 1899.
Alessandria posiadała znaczenie militarne podczas II wojny światowej i była celem intensywnych bombardowań aliantów; najpoważniejszymi z nich były rajdy 30 kwietnia 1944 (238 zabitych i setki rannych) oraz 5 kwietnia 1945 (160 zabitych, w tym 60 dzieci z ochronki przy Via Gagliaudo). Pod koniec tego samego miesiąca miasto zostało wyzwolone spod okupacji niemieckiej (1943-1945) przez ruch oporu i żołnierzy Brazylijskiego Korpusu Ekspedycyjnego.
W pobliskiej wsi Spinetta Marengo 14 czerwca każdego roku odtwarzana jest bitwa pod Marengo.
6 listopada 1994 rzeka Tanaro zalała znaczną część miasta powodując poważne szkody, zwłaszcza w dzielnicy Orti.

## Ważniejsze wydarzenia
- Doroczny Fraskettando SkaBluesJazz Festival (strona oficjalna), odbywający się w pierwszy weekend lipca, był gospodarzem Blues Brothers, Eddie Floyd, Al Di Meola, Taj Mahal, Soft Machine, Mario Biondi, Mick Abrahams & Clive Bunker i wielu innych wykonawców.
- Międzynarodowy konkurs gitar klasycznych im. Michele'a Pittalugi, Premio Città di Alessandria
- Międzynarodowy rajd samochodowy "Madonnina dei Centauri" (strona oficjalna)

## Urodzeni w Alessandrii

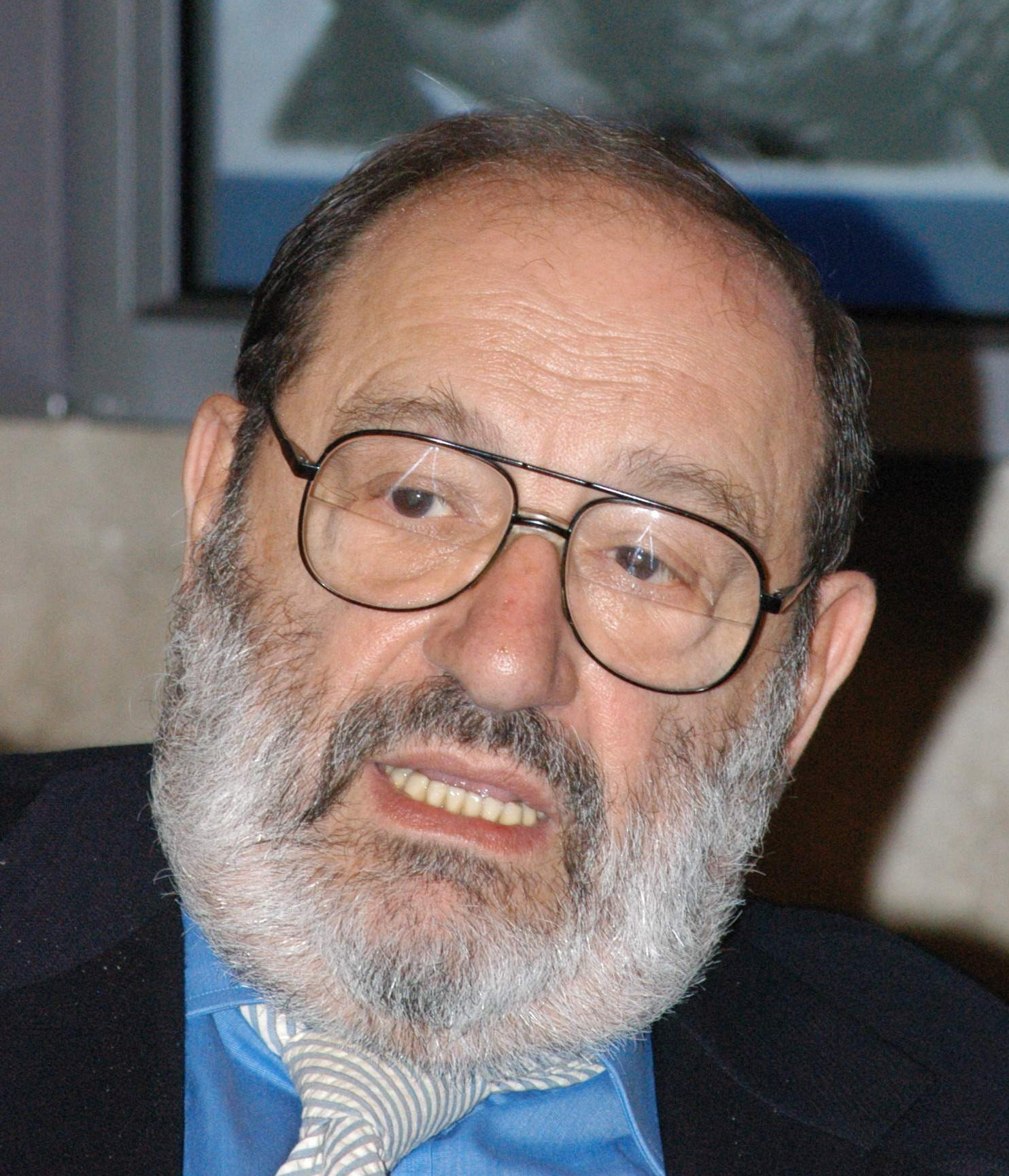
Umberto Eco

- Św. Baudolino (ok. 700 – ok. 740), pustelnik
- Francesco Filiberti (XV w.), rzeźbiarz
- Georgius Merula (ok. 1430-1494), humanista, nauczyciel
- Giovanni Mazzoni (przełom XV i XVI w.), malarz
- Giorgio Soleri (XVI w.), malarz
- Giuseppe Vermiglio (XVII w.), malarz
- Giovanni Migliara (1785–1837), malarz
- Andrea Vochieri (1796–1833), działacz niepodległościowy
- Urbano Rattazzi (1808–1873), polityk z okresu Risorgimento
- Francesco Faà di Bruno (1825–1888), ksiądz, matematyk
- Luigi Maria Bilio (1826–1884), duchowny katolicki
- Virginia Marini (1844–1918), aktorka
- Angelo Morbelli (1854–1919), malarz
- bł. Teresa Grillo Michel (1855–1944), założycielka Zgromadzenia Małych Sióstr Opatrzności Bożej
- Sibilla Aleramo (1876–1960), pisarka
- Pietro Morando (1889–1980), malarz
- Adolfo Baloncieri (1897–1986), piłkarz
- Giovanni Ferrari (1907–1982), piłkarz
- Walter Audisio (1909–1973), polityk i przywódca komunistycznych partyzantów
- Umberto Eco (1932–2016), pisarz
- Gianni Rivera (ur. 1943), piłkarz
- Claudio Desderi (ur. 1943), śpiewak, baryton
- Andrea Chierico, pisarz
- Miko Mission (ur. 1945), piosenkarz
- Matteo Martino (ur. 1987), siatkarz

## Muzea
- Muzeum Bitwy pod Marengo
- Antiquarium Forum Fulvii
- Sale d'arte
- I percorsi del Museo Civico
- Museo del Fiume

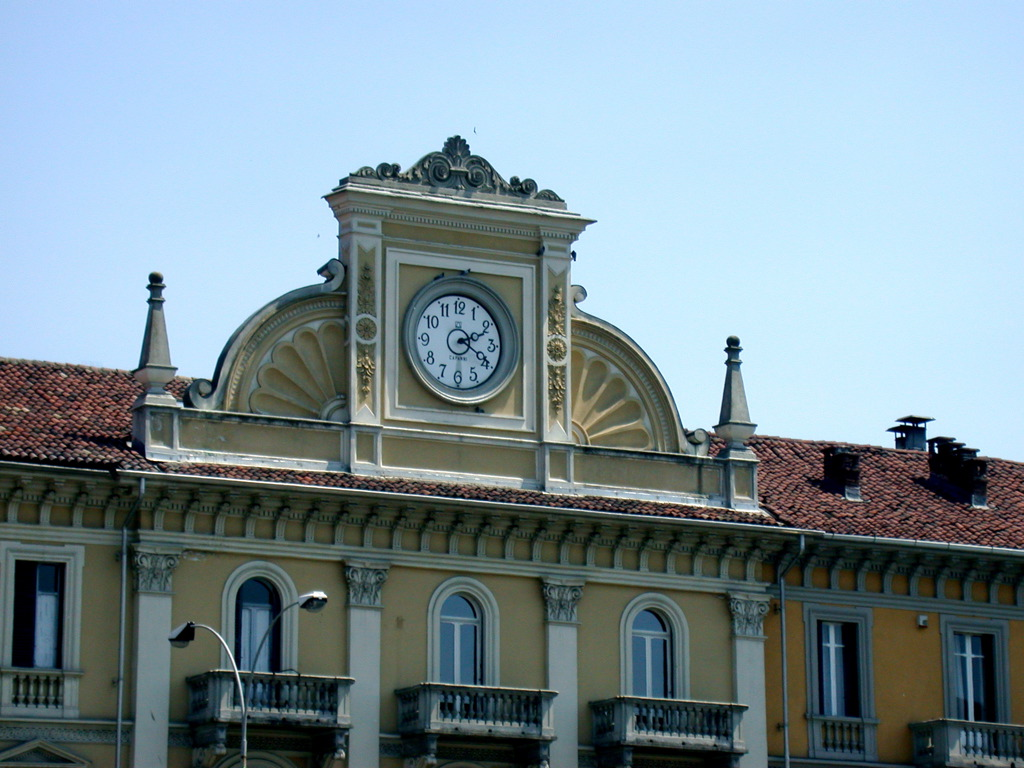
Zegar miejski

- Museo di Scienze Naturali e Planetario
- Museo Etnografico C'era una volta
- Museo della Battaglia di Marengo
- Museo del Cappello Borsalino

## Miasta partnerskie
- Francja: Argenteuil
- Palestyna: Jerycho
- Czechy: Hradec Králové
- Chorwacja: Karlovac
- Argentyna: Rosario